# Xiphocentron bilimekii
Xiphocentron bilimekii är en nattsländeart som beskrevs av Brauer 1870. Xiphocentron bilimekii ingår i släktet Xiphocentron och familjen Xiphocentronidae. Inga underarter finns listade i Catalogue of Life.